# Láchar
Láchar é um município da Espanha na província de Granada, comunidade autónoma da Andaluzia, de área 13,12 km² com população de 2910 habitantes (2007) e densidade populacional de 214,90 hab/km².

## Demografia
| Variação demográfica do município entre 1991 e 2006 | Variação demográfica do município entre 1991 e 2006 | Variação demográfica do município entre 1991 e 2006 | Variação demográfica do município entre 1991 e 2006 |
| --------------------------------------------------- | --------------------------------------------------- | --------------------------------------------------- | --------------------------------------------------- |
| 1991                                                | 1996                                                | 2001                                                | 2006                                                |
| 2258                                                | 2335                                                | 2486                                                | 2819                                                |